# 天主教曼弗雷多尼亚-维耶斯泰-圣乔凡尼罗通多总教区
天主教曼弗雷多尼亚-维耶斯泰-圣乔凡尼罗通多总教区是罗马天主教在意大利南部普利亚大区设立的一个教区。1074年西旁托教区升格为总教区（曼弗雷多尼亚毁于地震的古城）。1818年与维耶斯泰教区合并。2002年圣乔凡尼罗通多教区并入。現任總主教為方濟各·莫斯科內。